# 침묵하는 주인공
침묵하는 주인공(Silent protagonist)은 비디오 게임에서 가끔 감탄사나 짧은 문구를 제외하고는 게임이 진행되는 동안 대화가 전혀 없는 플레이어 캐릭터이다. 일부 게임, 특히 비주얼 노벨에서는 대화가 있는 주인공까지 확장될 수 있지만 다른 모든 논플레이어 캐릭터처럼 목소리 역할은 없다. 침묵하는 주인공은 게임플레이에 신비감이나 정체의 불확실성을 부여하거나 플레이어가 주인공과 더 잘 동화되도록 돕기 위해 적용될 수 있다. 침묵하는 주인공은 익명일 수도 있다. 침묵하는 모든 주인공이 반드시 벙어리이거나 다른 캐릭터와 대화하지 않는 것은 아니다. 플레이어가 들을 수 있는 대화를 전혀 생성하지 못할 수도 있다.

## 기원
마리오, 메트로이드 (비디오 게임)의 사무스 아란, 젤다의 전설 (비디오 게임)의 링크 (젤다의 전설) 등을 포함한 1980년대 비디오 게임의 초기 플레이어 캐릭터는 침묵하는 주인공이었다. 이러한 캐릭터는 때때로 텍스트나 들을 수 있는 단어를 통해 말할 수 있지만 그 외에는 몸짓을 하거나 명확하지 않은 소음을 내거나 완전히 침묵하는 것으로 제한된다.
초기 롤플레잉 게임도 마찬가지였다. 이 게임은 던전 & 드래곤과 같은 펜 및 종이 게임에서 시작되었으며 게임의 줄거리와 메커니즘이 모두 그림과 동작을 기반으로 했기 때문에 화면에 표시할 때 음성 대화가 필요하지 않았다. 플레이어는 자신을 침묵하는 영웅의 역할에 맡길 것으로 예상되므로, 플레이어는 게임에서 말을 하지 않으며 화면상의 아바타도 마찬가지이다.